# وایناختن
وایناختن (به زبان آلمانی: Weihnachten) در واقع همان جشن شب کریسمس است که در کشورهای آلمانی زبان همچون آلمان، اتریش و سوئیس برگزار می‌شود. جشن وایناختن همچنین در کشورهای دارای اقلیت آلمانی زبان مانند ترانسیلوانیا در رومانی، تیرول جنوبی در ایتالیا و اوپان در بلژیک گسترده شده است، وایناختن در جوامع آلمانی برزیلی‌ها و آلمانی آمریکایی‌ها نیز برگزار می‌شود. مراسم وایناختن بر روی جشن کریسمس و جشن ظهور در سراسر جهان تأثیر گذاشته است.

## نگارخانه

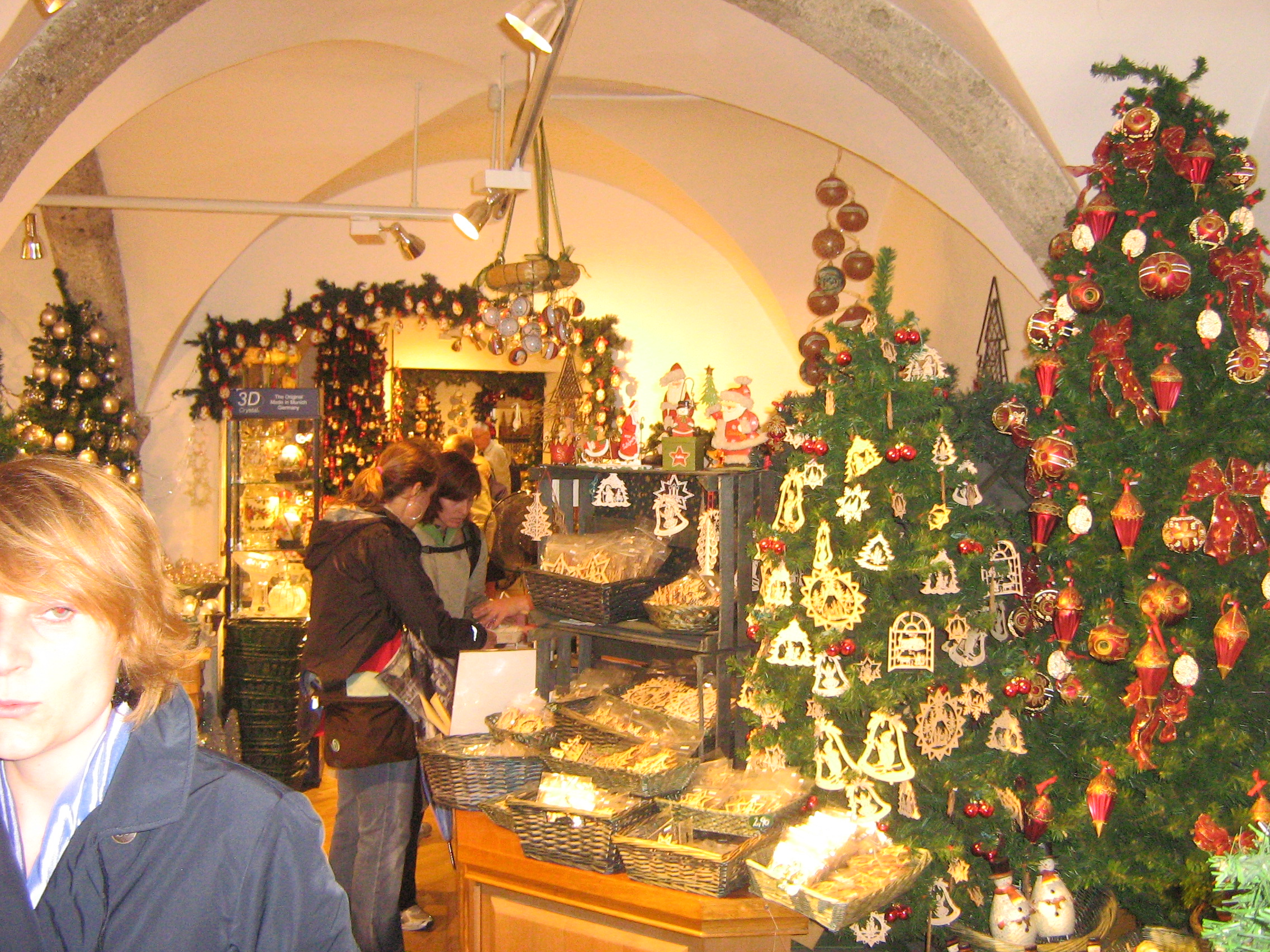
کریسمس در اتریش
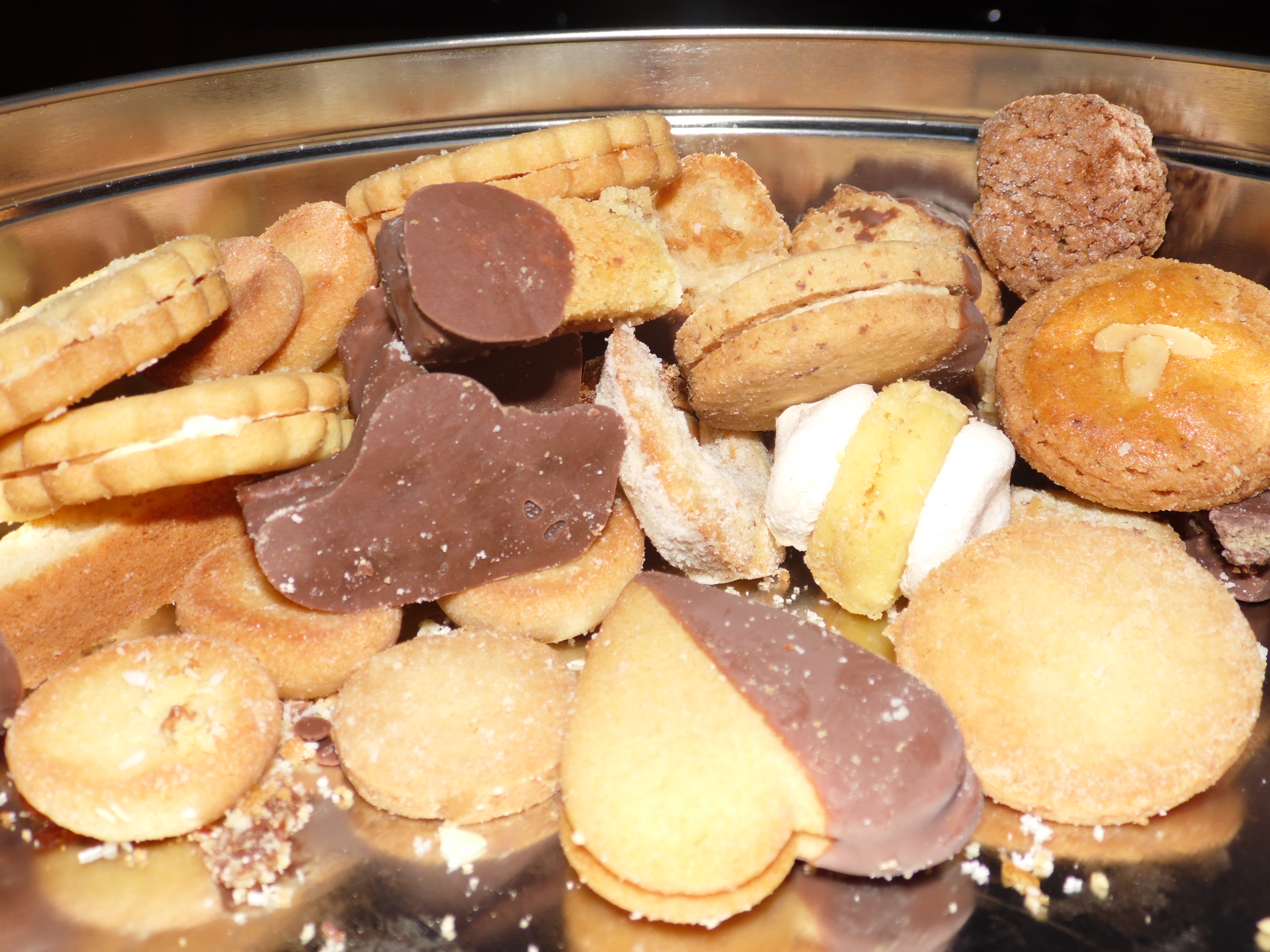
شیرینی‌های جشن وایناختن
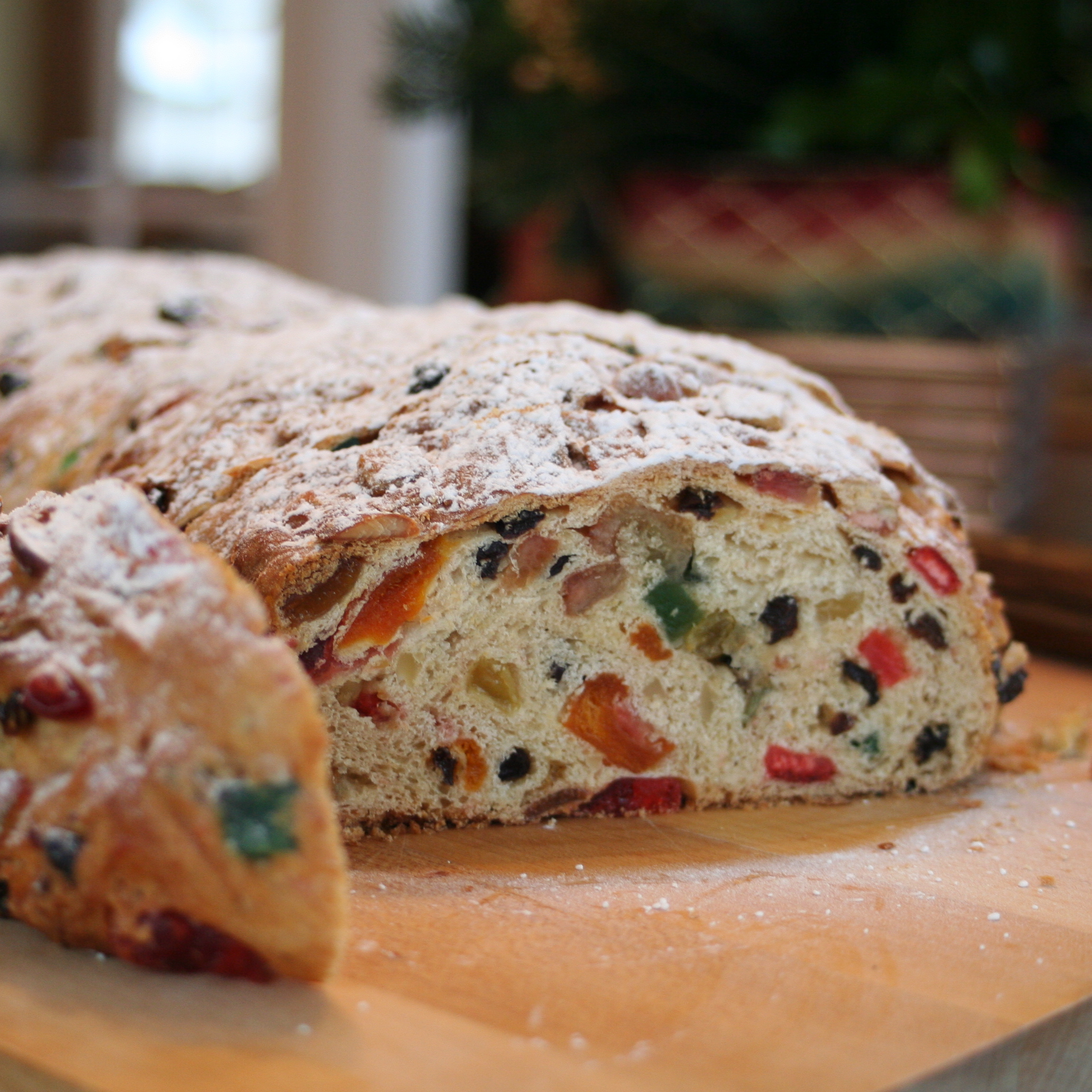
اشتولن یک نوع کیک میوه‌ای نان مانند و ویژه کریسمس است
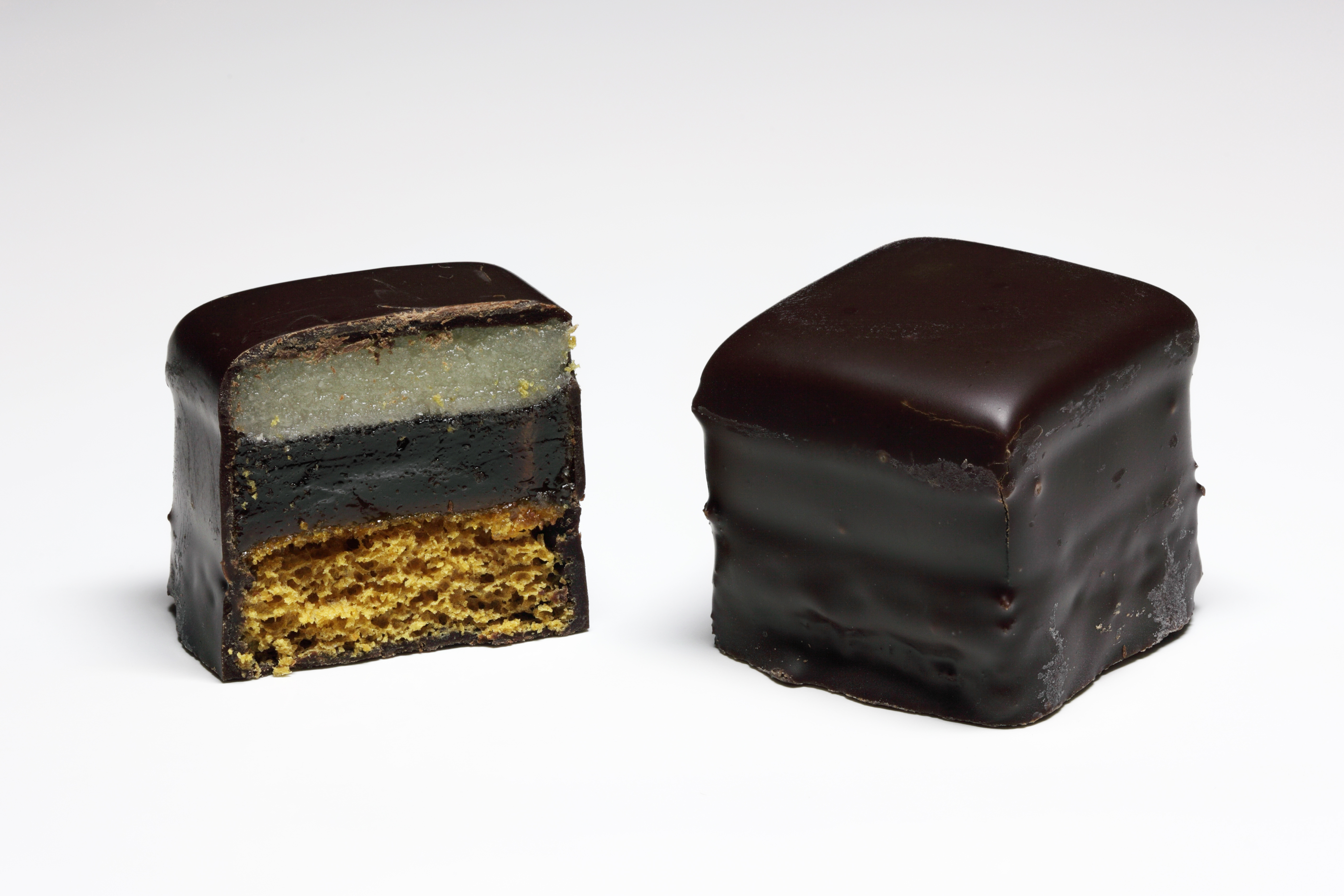
دامینوستین نوعی شیرینی است که در کشورهای آلمان و اتریش در کریسمس مصرف زیادی دارد